# Иваново (Белозерский район)
Иваново — деревня в Белозерском районе Вологодской области.
Входит в состав Шольского сельского поселения (с 1 января 2006 года по 9 апреля 2009 года входила в Городищенское сельское поселение), с точки зрения административно-территориального деления — в Городищенский сельсовет.
Расположена на берегу Ивановского озера. Расстояние до районного центра Белозерска по автодороге — 107 км, до центра муниципального образования села Зубово по прямой — 18 км. Ближайшие населённые пункты — Лаврушино, Поповка, Устье.
По данным переписи в 2002 году постоянного населения не было.